# Остроградский, Михаил Михайлович
Михаи́л Миха́йлович Острогра́дский (21 декабря 1870 (2 января 1871) — 30 октября 1923) — русский морской офицер, капитан 1-го ранга (1917), в 1918 и 1920 годах — командующий украинским военным флотом в чине контр-адмирала.

## Биография
Из дворян рода Остроградские, потомок малороссийской казацкой старши́ны. Уроженец Полтавской губернии. Православного вероисповедания.
Окончил полный учебный курс Морского корпуса в Санкт-Петербурге, затем, в 1896 году, — курс Минного офицерского класса, получив квалификацию «минный офицер 1-го разряда».
В военную службу вступил в 1887 году гардемарином Морского корпуса. В 1890 году произведен в мичманы, затем в лейтенанты и старшие лейтенанты. С 6 декабря 1906 года — капитан 2-го ранга; служил на Черноморском флоте в Севастополе.
В 1904–1905 годах — старший офицер морской канонерской лодки «Запорожец», в 1905–1906 — старший офицер морской канонерской лодки «Кубанец».
В 1906–1908 — командир эскадренного миноносца «Жуткий», в 1908 году — флаг-капитан штаба командующего Отдельным практическим отрядом Чёрного моря.
В 1908–1911 — командир канонерской лодки «Терец», затем, в 1911 году, — командир канонерской лодки «Запорожец».
В 1912–1914 годах — флаг-капитан штаба начальника бригады линейных кораблей Черноморского отряда. С 6 декабря 1912 года — капитан 1-го ранга.
Участник Первой мировой войны. 28 июля 1914 года Михаил Остроградский был назначен командиром крейсера «Память Меркурия» (бывший «Кагул»). Крейсер во время Первой мировой войны был одним из самых активных боевых кораблей Черноморского флота, действовавшего на коммуникациях противника в районах Босфора, Варны, Констанцы и Кавказского побережья. 4 ноября 1916 года крейсер «Память Меркурия», совместно с эсминцем «Пронзительный», провели успешную набеговую операцию на румынский порт Констанца, который в то время был захвачен турецко-болгарскими войсками. В ноябре–декабре того же года крейсер под командованием Остроградского огнём корабельной артиллерии обеспечивал высадку десантов в устье Дуная на Румынском фронте, вёл противоборство с немецко-турецким флотом и их перевозками на море.
С ноября 1916 по май 1917 года капитан 1-го ранга Остроградский — командир броненосца «Евстафий». Был (с мая 1917 года) членом комиссии по назначению льгот и привилегий личному составу флота за войну. Был женат, имел двух детей.
В 1917 году, после Февральской революции в Петрограде, означавшей распад Российской империи, и создания в Киеве украинской Центральной Рады, Михаил Остроградский активно включился в процесс украинизации Черноморского флота и строительства на его основе украинских военно-морских сил.
В годы Гражданской войны Михаил Остроградский, произведенный в 1918 году в контр-адмиралы, был назначен Морским министром Украинской державы (c 1 мая по 29 июля 1918 года — командующий украинским флотом в Севастополе).
После ликвидации Гетманата состоял на службе в «белом» флоте ВСЮР (по другой версии — в январе 1919 года подал в отставку и жил в Одессе как частное лицо).
17 апреля 1920 года, накануне успешного наступления Войска Польского и армии УНР на Киев, главный атаман Симон Петлюра Указом Директории УНР назначил контр-адмирала Остроградского «Главным начальником флота и заместителем Военного Министра по делам военного и торгового мореплавания».
По окончании в конце 1920 года военных действий советско-польской войны и интернирования армии УНР в польских лагерях, Остроградский эмигрировал в Румынию.
Скончался 30 октября 1923 года в Бухаресте.

## Награды
ордена и медали:
- Медаль «В память царствования императора Александра III» (1896)
- Орден Святой Анны 3-й степени (1902)
- Святого Станислава 2-й степени (06.12.1907)
- Медаль «В память 300-летия царствования Дома Романовых» (1913)
- Орден Святой Анны 2-й степени (06.12.1913)
- Медаль «В память 200-летия морского сражения при Гангуте» (1915)
  - Мечи к имеющемуся ордену Святой Анны 2-й степени (23.02.1915)
- Орден Святого Владимира 3-й степени с мечами (18.04.1915)

знаки отличия:
- Золотой знак в память об окончании полного курса наук Морского кадетского корпуса (1910)

иностранные награды:
- Болгарский Орден «За военные заслуги» 4-й степени (офицерский крест; 1903)
- Иерусалимский Крест Святого Гроба Господня с частицей Животворящего Древа (1906)
- Болгарский Орден «За военные заслуги» 3-й степени (командорский крест; 1908)
- Греческий Орден Спасителя (командорский крест; 1910)

## Память
- После 2014 года именем адмирала Остроградского были названы (переименованы) улицы в нескольких городах Украины.
- В 2020 году 35-й отдельной бригаде морской пехоты ВСУ было присвоено наименование «имени контр-адмирала Михаила Остроградского».